# Cephas Malele
Cephas Malele (n. 8 ianuarie 1994, Buco-Zau⁠(d), Provincia Cabinda, Angola) este un fotbalist elvețian, care joacă pe post de atacant la Al-Tai FC în Liga Profesionistă din Arabia Saudită. Pe plan internațional, are prezențe la națională pentru Elveția U16⁠(d), Elveția U17⁠(d), Elveția U18⁠(d) și Elveția U19⁠(d).

## Palermo (2012-2014)
În sezonul 2012-13, Cephas Malele și-a făcut debutul pentru Palermo, într-o partidă de Serie A, 1-2, contra Parma. Jucătorul anglo-elvețian a intrat în minutul 80, la scorul de 1-1, dar, din păcate pentru echipa lui, Parma a dat lovitura pe finalul partidei.
A mai jucat în partidele cu Lazio, 2-2, și Atalanta, 1-2. În ambele a intrat pe final. La finalul sezonului, Palermo a retrogradat în Serie B.
În sezonul 2013-14, nici în Serie B n-au stat lucrurile mai bine, bifând la fel, doar 3 partide. Palermo avea să revină în Serie A la finalul sezonului.

## Perioada de împrumut (2014-2017)
De-alungul sezoanelor, Cephas Malele a fost împrumutat de Palermo la echipe din Serie B și Liga Portugal 2
În primul sezon, a evoluat pentru Entella și Trapani în Serie B, dar nereușind să marcheze în cele 27 de partide.
În sezonul 2015-16, a fost împrumutat și mai jos, în Liga Portugal 2, la Atletico. Acolo avea să fie începutul de "atacant" a lui Cephas Malele. Anglo-elvețianul avea să înscrie de 9 ori în 22 de partide, dar, din păcate pentru echipa lui, Atletico a retrogradat.
În ultimul an de contract cu Palermo, atacantul anglo-elvețian a fost împrumutat la Leixoes, tot în Liga Portugal 2, dar a bifat doar 6 partide în turul campionatului, fără nici un gol. În a doua jumătate a rămas în același campionat, la Varzim, având cifre chiar bune, 5 goluri în 12 partide.

## Continuarea în Liga Portugal 2 (2017-2020)
După încheierea contractului cu Palermo, Varzim a decis să semneze cu atacantul anglo-elvețian. În primul sezon, acesta n-a mai avut cifre la fel de bune, bifând doar 2 goluri în 29 de partide.
În sezonul 2018-19, Cephas Malele a fost cedat la Arouca, bifând 9 goluri în 29 de partide. Arouca a retrogradat la finalul sezonului. 
În ultimul sezon în Liga Portugal 2, Cephas Malele bifează al cincilea club, Oliveirense. Acesta a marcat 3 goluri în 14 partide.

## Aventura la FC Argeș (2020-2021)
După 5 ani, Cepash Malele schimbă, în sfârșit, țara și campionatul în care evoluează. Atacantul anglo-elvețian debutează pentru FC Argeș într-un egal, 1-1, contra UTA Arad. Un debut perfect, acesta intrând în minutul 70 și marcând 6 minute mai târziu.
Au urmat golurile din partidele cu FC Viitorul, Pol Iași(2 partide), FC Hermannstadt(2 partide), Univ. Craiova, FC Voluntari(2 partide), Dinamo București, Chindia Târgoviște, Astra Giurgiu, UTA Arad si Gaz Metan Mediaș. Cu FC Viitorul, FC Hermannstadt, Poli Iași și Chindia Târgoviște a bifat chiar dubla.
Cu 18 goluri în 31 de partide, Cephas Malele a egalat performanța realizată de Sulejman Demollari cu cele mai multe goluri marcate de un străin la sezonul de debut în Liga I. 
| Nr. | Data               | Arenă                                  | Adversar           | Scor | Rezultat | Competiție |
| --- | ------------------ | -------------------------------------- | ------------------ | ---- | -------- | ---------- |
| 1   | 11 septembrie 2020 | Stadionul Nicolae Dobrin, Pitești      | UTA Arad           | 1-1  | 1-1      | Liga I     |
| 2   | 25 octombrie 2020  | Stadionul Viitorul, Ovidiu             | FC Viitorul        | 1-0  | 2-2      | Liga I     |
| 3   | 25 octombrie 2020  | Stadionul Viitorul, Ovidiu             | FC Viitorul        | 2-0  | 2-2      | Liga I     |
| 4   | 20 noiembrie 2020  | Stadionul Emil Alexandrescu, Iași      | Poli Iași          | 1-1  | 1-1      | Liga I     |
| 5   | 16 decembrie 2020  | Stadionul Nicolae Dobrin, Pitești      | FC Hermannstadt    | 1-2  | 2-2      | Liga I     |
| 6   | 16 decembrie 2020  | Stadionul Nicolae Dobrin, Pitești      | FC Hermannstadt    | 2-2  | 2-2      | Liga I     |
| 7   | 29 ianuarie 2021   | Stadionul Ion Oblemenco, Craiova       | Univ. Craiova      | 1-1  | 1-1      | Liga I     |
| 8   | 19 februarie 2021  | Stadionul Anghel Iordanescu, Voluntari | FC Voluntari       | 1-0  | 1-0      | Liga I     |
| 9   | 8 martie 2021      | Stadionul Nicolae Dobrin, Pitești      | Poli Iași          | 1-0  | 2-1      | Liga I     |
| 10  | 8 martie 2021      | Stadionul Nicolae Dobrin, Pitești      | Poli Iași          | 2-0  | 2-1      | Liga I     |
| 11  | 15 martie 2021     | Stadionul Dinamo, București            | Dinamo București   | 2-1  | 2-1      | Liga I     |
| 12  | 3 aprilie 2021     | Stadionul Gaz Metan, Mediaș            | FC Hermannstadt    | 1-0  | 1-4      | Liga I     |
| 13  | 9 aprilie 2021     | Stadionul Nicolae Dobrin, Pitești      | Chindia Târgoviște | 1-1  | 3-1      | Liga I     |
| 14  | 9 aprilie 2021     | Stadionul Nicolae Dobrin, Pitești      | Chindia Târgoviște | 3-1  | 3-1      | Liga I     |
| 15  | 24 aprilie 2021    | Stadionul Marin Anastasovici, Giurgiu  | Astra Giurgiu      | 1-0  | 1-0      | Liga I     |
| 16  | 27 aprilie 2021    | Stadionul Nicolae Dobrin, Pitești      | UTA Arad           | 4-1  | 4-1      | Liga I     |
| 17  | 30 aprilie 2021    | Stadionul Gaz Metan, Mediaș            | Gaz Metan Mediaș   | 1-1  | 1-1      | Liga I     |
| 18  | 9 mai 2021         | Stadionul Nicolae Dobrin, Pitești      | FC Voluntari       | 3-0  | 3-0      | Liga I     |